# 勝川薪水
勝川 薪水（かつかわ しんすい、生没年不詳）とは、江戸時代の浮世絵師。

## 来歴
宮川春水の門人。画姓に勝川または勝を称す。作画期は寛保の頃で、江戸日本橋の本銀町四丁目に住む。『新増補浮世絵類考』には、宮川長春の画系図のなかに「勝 薪水」としてその名が見られる。